# Озёрка (Оренбургская область)
Озёрка — село в Александровском районе Оренбургской области. Входит в состав Хортицкого сельсовета.

## Название
Название возникло в связи с расположением вокруг села множества озёр, которые являются старицами реки Малый Уран.

## География
Параллельно главной улице села, но в некотором отдалении протекает река Малый Уран.
В конце 90-х годов 20-го века в пределах села было создано водохранилище.

## Население
| 2010 |
| ---- |
| 99   |

## Инфраструктура
В селе есть двухэтажный клуб, а также располагается животноводческий комплекс. 